# Enikő Mihalik
Enikő Mihalik est un mannequin hongrois née le 11 mai 1987 à Békéscsaba.

## Biographie

### Carrière
En 2002, Enikő Mihalik est repérée dans un centre commercial par un agent qui la pousse à se présenter au concours Elite Model Look. Elle remporte la version hongroise et se place en quatrième position de l'édition internationale, la gagnante étant la yougoslave Ana Mihajlović (es). À la suite de cela, elle déménage à New York et signe un contrat avec l'agence de mannequins Marilyn Agency. Elle défile ainsi pour Chanel et ouvre pour Prada en 2006. Elle arpente aussi les podiums d'Emporio Armani, Giorgio Armani et Zac Posen qu'elle ferme. L'année suivante elle pose pour la marque Retro Jeans et pour le magazine Elle hongrois.
Sa carrière commence réellement en 2008, lorsqu'elle défile plus de cinquante fois lors de la semaine des défilés printemps/été 2009, notamment pour Derek Lam, Donna Karan, Versace, Balmain, Etro, Givenchy, Blumarine (en), Diane von Fürstenberg, Jason Wu et Céline, et fait la publicité de Gucci avec Abbey Lee Kershaw et Lily Donaldson. Elle arpente aussi les podiums de Christian Dior. La même année, elle est en couverture du calendrier 2009 de Vogue Paris et des magazines V, W, French Revue des Modes et Self Service.
En 2009, elle pose pour  (en) avec Constance Jablonski, Max Mara, Samsonite, Barney's, H&M et Nicole Farhi (en). Elle fait la couverture de i-D, Vogue Nippon, W Korea, The Room, Purple et Numéro. Elle défile aussi pour Victoria's Secret, Rodarte, Chanel, Balmain, Bottega Veneta, Jason Wu, Jill Stuart, Karl Lagerfeld, Kenzo, Lanvin, Hermès, Michael Kors, Stella McCartney, Twenty8Twelve et Isabel Marant.
Terry Richardson la photographie pour le calendrier Pirelli de 2010. La même année, elle fait la publicité de Bergdorf Goodman, Kenzo avec Liya Kebede, A.P.C. et Tumi Inc. (en), et pose en couverture des magazines Elle hongrois, Bon (sv), Sunday Telegraph, V, Muse, Antidote, W, Harper's Bazaar et Russh (en) ainsi que dans de nombreux éditoriaux, dont le Vogue nippon.
En 2011, elle défile pour Ohne Titel, Zac Posen, Viktor & Rolf, Chanel, Anne Valérie Hash et Kanye West, et pose pour Hugo Boss, Kenzo, David Webb (en), Paule Ka (en) et Sarar (tr), et pour la couverture des magazines Numéro, Glamour Hungary, Harper's Bazaar et Vogue (Mexique). Elle joue aussi aux côtés de Vincent Cassel, Marine Vacth et Alyssah Ali dans la publicité du parfum La Nuit de l'Homme d'Yves Saint Laurent, un « thriller de séduction » dirigé par Darren Aronofsky et filmé par Mert and Marcus.
En 2012, elle arpente les podiums de Topshop, Matthew Williamson, Cushnie et Ochs (en), Paul Smith, DAKS (en), Mary Katrantzou (en) et Margaret Howell, et fait la publicité de Ports 1961 (en), Yves Saint Laurent, Shopbop, Alberta Ferretti, Carolina Herrera, David Webb, Robert Lee Morris (en) et River Island (en). Elle est en couverture du Monde, de Numéro (France, Chine) et Harper's Bazaar (Espagne).
En 2013, elle défile pour Jeremy Scott et pose pour David Webb, Modis, Robert Lee Morris, Free People (en) et pour les couvertures des magazines Elle (France, Brésil), Allure, Glass et The Wild.
En 2014, elle défile pour Victoria's Secret ainsi que lors du gala de l'amfAR et fait la publicité d'Etam, Anthropologie (en), Kocca, Beymen (tr), L'Oréal et Evisu. Elle pose aussi en couverture de Vogue (Mexique), Narcisse, Numéro, Allure, S Moda for El Pais et Cover (en) et pour des éditoriaux des magazines Vogue (Allemagne, Mexique, Turquie), Out of Order, Narcisse, Harper's Bazaar, Lui, Glamour, Numéro (France, Russie), Allure, S Moda for El Pais, Cover et Moda Operandi. Elle est rédactrice en chef invitée du numéro d'octobre du Elle hongrois.
En 2015, elle fait la couverture des magazines Elle (France), Marie Claire (Hongrie, France), Harper's Bazaar (Brésil, Russie), Manifesto et Numéro (Tokyo), et pose pour des éditoriaux de 10 (en), Self, CR Fashion Book, Pop (en), Elle (France), Numéro, Vogue (Chine, Allemagne), Marie Claire (Hongrie), Manifesto et Harper's Bazaar. Elle fait aussi la publicité de Chloé,, Agent Provocateur, L'Oréal, Essentiel, MAC Cosmetics, Balmain et Eres et défile pour La Perla, Dsquared², Max Mara, Moschino et Philosophy di Lorenzo Serafini.

### Vie privée
Depuis 2013, elle est en couple avec le footballer danois Mathias Jørgensen.